# Ibuki (tàu chiến-tuần dương Nhật)
Ibuki (tiếng Nhật:伊吹) là chiếc dẫn đầu của lớp tàu tuần dương bọc thép Ibuki bao gồm hai chiếc, được Hải quân Đế quốc Nhật Bản chế tạo trước Chiến tranh Thế giới thứ nhất. Nó được xếp lại lớp như một tàu chiến-tuần dương, rồi bị tháo dỡ năm 1923 do những giới hạn của Hiệp ước Hải quân Washington.

## Thiết kế và chế tạo
Lớp Ibuki được vạch kế hoạch trong cuộc Chiến tranh Nga-Nhật, và được chấp thuận cho chế tạo trong Ngân sách Hải quân Bổ sung 1904, cùng một lúc với chiếc tàu tuần dương bọc thép Tsukuba, nhưng với cỡ pháo lớn hơn và loại động cơ turbine hơi nước hộp số, hứa hẹn sẽ cung cấp một công suất và tốc độ lớn hơn. Tuy nhiên, những vấn đề liên quan đến động cơ turbine đã trì hoãn việc chế tạo Ibuki; cuối cùng việc chế tạo chỉ bắt đầu hai năm trễ hơn con tàu chị em Kurama, vốn phải sử dụng động cơ hơi nước chuyển động qua lại kiểu cũ.
Ibuki được chế tạo tại Xưởng hải quân Kure. Nó được đặt lườn vào ngày 22 tháng 5 năm 1907, được hạ thủy vào ngày 21 tháng 10 năm 1907 và được đưa ra hoạt động vào ngày 11 tháng 11 năm 1907. Kurama được đặt tên theo núi Ibuki tọa lạc giữa các tỉnh Gifu và Shiga trên đảo Honshū.

## Lịch sử hoạt động
Không lâu sau khi hoàn tất, Ibuki thực hiện chuyến đi đến Thái Lan để tham dự lễ đăng quang của Vua Rama VI Vajiravudh. Đến ngày 28 tháng 8 năm 1912, Ibuki cùng với tàu chị em Kurama được Hải quân Nhật xếp lại lớp như một tàu chiến-tuần dương.
Ibuki đã đóng một vai trò quan trọng trong Chiến tranh Thế giới thứ nhất, như sự góp phần của Nhật Bản vào những nỗ lực chiến tranh của phe Đồng Minh theo thỏa thuận Liên minh Anh-Nhật. Nó đã bảo vệ các tàu bè thương mại Anh tại Thái Bình Dương và Ấn Độ Dương; tham gia săn đuổi Hải đội Đông Á Đức và chiếc SMS Emden. Ibuki cùng với HMS Pyramus hộ tống một đoàn tàu vận tải bao gồm 10 tàu chở binh lính vượt biển Tasman đi đến Albany, Western Australia; rồi sau đó cùng với HMAS Sydney hộ tống đoàn tàu chở lực lượng ANZAC, bao gồm 20.000 người và 7.500 ngựa vượt Ấn Độ Dương.
Ibuki là chiếc tàu duy nhất bảo vệ cho lực lượng ANZAC khi HMAS Sydney tham gia Trận Cocos. Vị chỉ huy của Ibuki, Đại tá Hải quân Katoo Kanji mong muốn vinh dự được đối đầu với SMS Emden; tuy nhiên, cho dù là một tàu chiến vượt trội hơn Sydney, nó được lệnh ở lại cùng với đoàn tàu vận tải. Điều này sau đó được Hải quân Hoàng gia Australia ca ngợi như là "tinh thần võ sĩ đạo Ibuki" mỗi khi tàu chiến Nhật viếng thăm Australia những năm sau đó.
Ibuki bị tháo dỡ vào ngày 20 tháng 9 năm 1923 do những giới hạn của Hiệp ước Hải quân Washington. Các khẩu pháo của nó được giữ lại, và được sử dụng như pháo phòng thủ duyên hải tại Hakodate trên đảo Hokkaidō và dọc theo eo biển Tsugaru ngăn cách giữa Honshū và Hokkaidō.

## Những hình ảnh

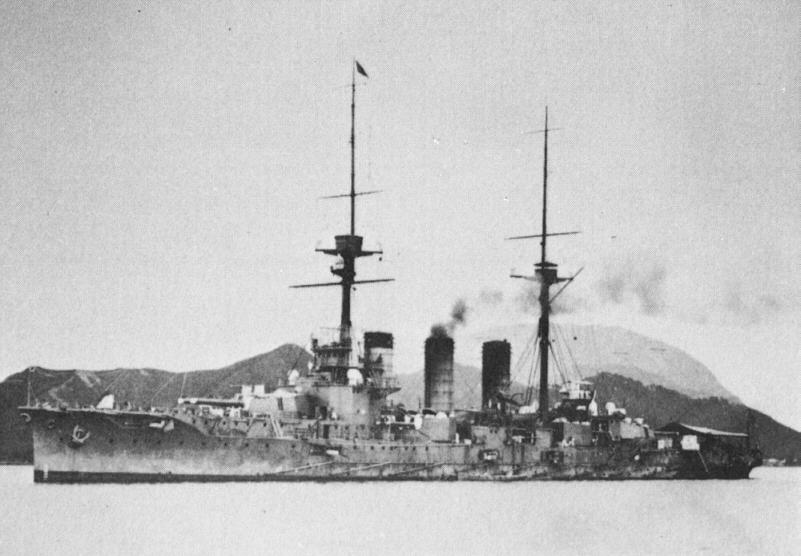
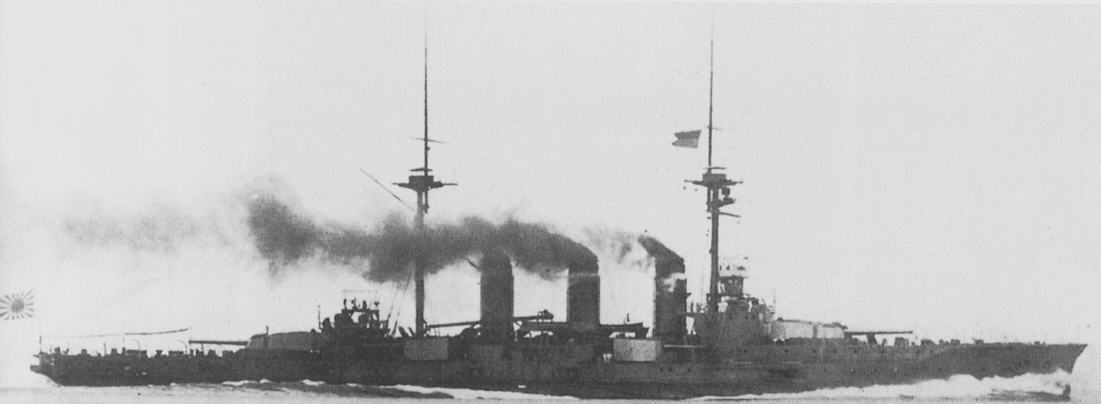